# پاکلیتاکسل
پاکلی‌تاکسل (به انگلیسی: Paclitaxel) یا تاکسول یک داروی ضدسرطان است که باعث عدم دپلیمریزه شدن میکروتوبول‌ها می‌شود.
رده درمانی:مهارکننده میتوز
اشکال دارویی: آمپول

## کاربرد
سرطان پیشرفته (متاستاتیک) تخمدان
سرطان (کارسینوم) پستان
سرطان نوع سارکوم کاپوسی وابسته به AIDS

## ساختار
تاکسول یک ترکیب دی ترپنی با ساختاری پیچیده می‌باشد که غالباً از گیاه سرخدار گرفته می‌شود. این ماده در حال حاضر به عنوان مهم‌ترین ترکیب طبیعی ضدسرطان با مکانیسمی متفاوت از سایر داروهای مشابه در این زمینه، در سراسر دنیا برای درمان انواع سرطان‌ها از جمله سرطان پوست، ریه، مجاری ادرار، مری، غدد لنفاوی و... به طور مؤثر مورد استفاده قرار می‌گیرد
. در حال حاضر تلاش‌های فروانی برای سنتز کامل و نیمه سنتز تاکسول و همچنین استخراج آن در کشت‌های سلولی صورت می‌گیرد که هر کدام از این روش‌ها مشکلات خاصی را به دنبال دارد. با توجه به مصرف فراوان این ماده در پزشکی و همچنین محدودیت تولید آن از منابع گیاهی لازم است تا مکانیسم بیوسنتز و همچنین روش‌های استخراج و اندازه‌گیری آن به طور کامل مورد بررسی و مطالعه قرار گیرد

## عوارض جانبی
نوروپاتی محیطی، افت فشار خون (هیپوتانسیون)، نوار قلب غیرطبیعی، تهوع، استفراغ، اسهال، التهاب مخاط‌ها (موکوزیت)، اختلالات خونی (مانند نوتروپنی، لکوپنی، ترومبوسیتوپنی، خونریزی)، افزایش سطح آنزیم‌های کبدی، درد عضلانی و مفصلی (میالژی، آرترالژی)، ریزش موها (آلوپسی)، واکنش حساسیت مفرط، التهاب (سلولیت) محل تزریق، عفونت

## نگارخانه

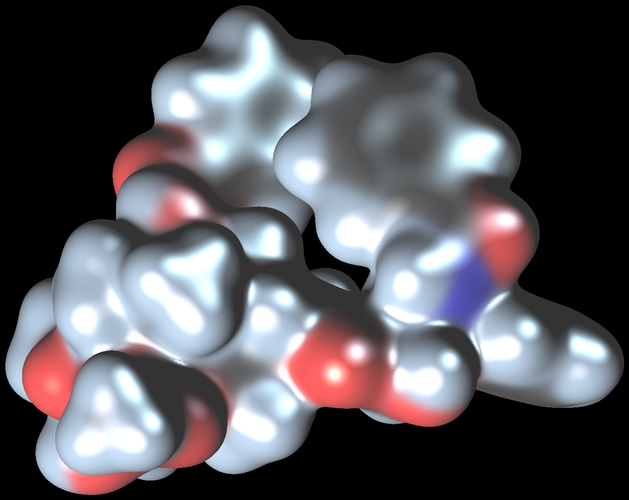
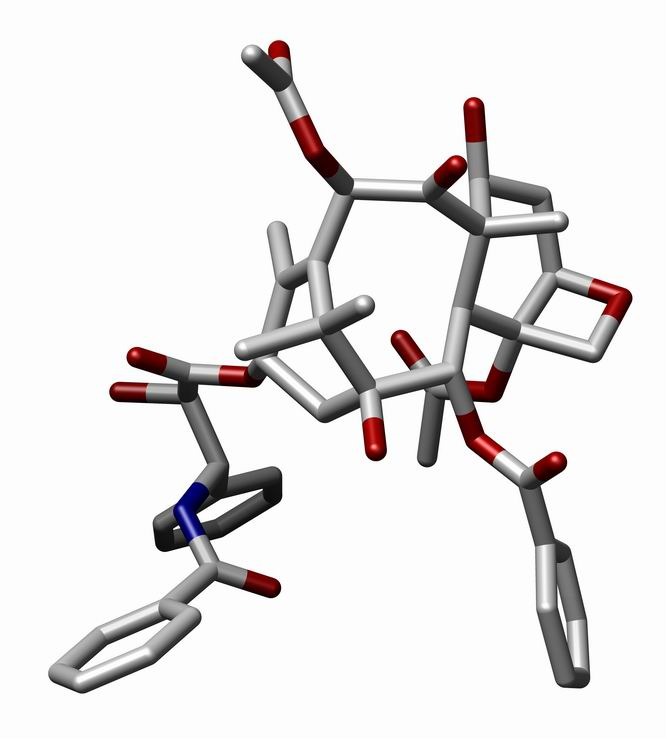